# Hrubá stavba
Hrubá stavba je obecně zažitý pojem, který není definován v zákoně, v normě ani v projektové dokumentaci. Označuje dokončení nosných, tj. základů, svislých a vodorovných konstrukcí stavby včetně zastřešení tak, aby do stavby nezatékalo. Někdy mohou být součástí hrubé stavby i vyzdívané hrubé vnitřní konstrukce, tj. příčky. Proto se dříve pojem hrubé stavby spojoval s tzv. pracemi HSV (hlavní stavební výroba) podle třídění stavební produkce (TSKP) používaného v rozpočtech. V současnosti je pojem hrubé stavby spojován s pracemi a dodávkami v minimálně takovém rozsahu, aby byla staticky únosná a stabilní a do stavby nezatékalo. 
Rozsah hrubé stavby může být definován v příslušné smlouvě o dílo (SoD), a následně promítnut do rozpočtu stavby.

## Rozpočtové oddíly hrubé stavby
Podle druhu stavby mohou být oddíly v rozpočtech přidávány nebo odebírány tak, aby byla splněna výše uvedená podmínka. Často diskutované a sporné je, zda do hrubé stavby patří výplně otvorů, ať už dočasné, nebo trvalé (např. okna).

### Minimální rozsah oddílů hrubé stavby
- Zemní práce vč. nutného zajištění stavební jámy a výkopů
- Zakládání stavby
- Svislé nosné konstrukce
- Vodorovné nosné konstrukce
- Izolace proti vodě, vlhkosti a plynům
- Zastřešení
- Všechny položky jsou vč. přesun hmot a ostatních souvisejících nákladů (např. příplatek za lepivost, prořez a ztratné)

### Příklad dalších možných oddílů spadajících do hrubé stavby
- Konstrukce / práce tesařské (pokud tvoří nosnou konstrukci stavby, stropů anebo zastřešení (např. svislé rámové nebo roubené konstrukce, stropní konstrukce, krov vč. bednění nebo latění)
- Konstrukce ocelové a zámečnické (pokud tvoří nosnou konstrukci)
- Konstrukce / práce izolatérské, klempířské a pokrývačské (v rozsahu nutném, aby nedocházelo k zatékání do stavby, tj. vč. krytiny)
- Izolace tepelné (v rozsahu nutném k dokončení hrubé stavby, např. polystyrén v základech nebo v ploché střešní konstrukci / skladbě)
- Zdravotně technické instalace budov (v rozsahu nutném k dokončení hrubé stavby, např. ležatá kanalizace a ostatní přípojky pod základovou deskou)